# CAT'S EYE (MAXの曲)
「CAT'S EYE」（キャッツ・アイ）は、MAXの32枚目のシングル。2010年5月12日にSONIC GROOVEから発売された。

## 解説
- 約10ヶ月ぶりのシングル。
- デビュー15周年のメモリアル作品第1弾としてリリース。
- CD+DVDと"MAX MONTHLY LIVE ☆VIP☆"2月公演ダイジェストを特典映像として収録したCD-EXTRA仕様のCDのみの2形態で発売。
- カップリング両曲の作詞で、21stシングル「moonlight」及びカップリング曲「Paradise Lost」、22ndシングル「Feel so right」のカップリング曲「真夏のイヴ」を手掛けたshungo.を約9年ぶりに再起用。また、同じくカップリング両曲のコーラスで、李聖恩（SON）を初起用。

### CAT'S EYE
1983年リリースの杏里の大ヒット曲であり、アニメ『キャッツ♥アイ』の主題歌であった「CAT'S EYE」をユーロビート調にアレンジした同名同曲のカバーである。元々カップリング曲として収録された「ARABESQUE 〜アラベスク〜」が表題曲になる予定であったが、2010年2月27日に赤坂BLITZで行われたマンスリーライブ"MAX MONTHLY LIVE☆VIP☆"の第2回目の公演"EURO NIGHT"にて、“その時のライブでしか聴くことができない楽曲”として披露された「CAT'S EYE」がライブ直後からスタッフに好評を博し、その流れで急遽シングル表題曲扱いでのCD化が決定。3年前にメンバー4人で話し合い、自分たちの好きな歌をカバーしたいと「CAT'S EYE」を一度制作に持ち込んだが却下され、再びマンスリーライブで当楽曲を選曲披露したメンバーの思い入れが実を結ぶこととなった。

### ARABESQUE 〜アラベスク〜
スウェーデンの女性歌手Sofia Berntsonの「Hypnotized」（ギリシア語ヴァージョンのタイトルは「Ipopta Vlemeta」）のカバー楽曲である（ただし、日本国内ではMAXのオリジナル楽曲扱い）。26thシングル「LOVE SCREW」を彷彿させる、中近東/アラビアン・テイストの異国情緒溢れるオリエンタルなR&Bナンバーである。

### WONDER WOMAN returns
詞の内容から、アメリカン・コミックスのヒロイン“ワンダーウーマン”と推測される。（特に1977年から1979年までCBS系で放送された、設定が現代に設定され、スパイ・アクション的な色彩が濃い、実写版のテレビドラマの第2・第3シーズン『The New Adventures of Wonder Woman』のワンダーウーマン像。）29thシングル「あなたを想うほど」のカップリング曲「Wonder Woman」とは何の関係もないが、タイトルの重複を避けるために"returns"が付いたものと考察される。詞の内容についてLinaがインタビューで「『CAT'S EYE』も『WONDER WOMAN returns』も同じスパイものだが、かっこよさもありながらドジでお茶目な部分もある『WONDER WOMAN returns』の方がよりいっそうMAXの性格に合っている」と答えている。

## 収録曲

### CD
1. CAT'S EYE [3:34]
作詞：Yoshiko Miura、作曲：Yuichiro Oda、編曲：SMK10
2. ARABESQUE 〜アラベスク〜 [3:17]
作詞：shungo.、作曲・編曲：Dimitrios Stassons・Jason Gill・Sofia Berntson・マニピュレート：Koma2 Kaz
3. WONDER WOMAN returns [3:24]
作詞：shungo. 、作曲・編曲：Denise Sanenia・Will Simms・Yacine Azeggagh・マニピュレート：Koma2 Kaz
4. CAT'S EYE (Instrumental)
5. ARABESQUE 〜アラベスク〜 (Instrumental)
6. WONDER WOMAN returns (Instrumental)

CD-EXTRA
1. "MAX MONTHLY LIVE ☆VIP☆"ダイジェスト 2010.2.27@赤坂BLITZ

### CD+DVD
上記のCDに、以下の内容のDVDが加わる。CD-EXTRAの内容は収録されていない。
1. CAT'S EYE (MUSIC CLIP)
2. CAT'S EYE (MUSIC CLIP MAKING)
ディレクター：Fujita "POPOLO" Koji (Kanamedo) / プロデューサー：Yasunao Matsumoto (Kanamedo) / 振付：久保田冬子